# Конституційний закон про Чехословацьку федерацію 1968
Конституційний закон про Чехословацьку федерацію було прийнято Національними зборами ЧСР 27 жовтня 1968 р. та опубліковано у Збірнику законів під номером 143/1968 Сб. Цим конституційним законом об'єднана Чехословацька Соціалістична Республіка була перетворена на федерацію . Структура уряду була докорінно змінена. 1. У січні 1969 р. були створені Чеська Соціалістична Республіка та Словацька Соціалістична Республіка, які входили до складу федерації.
Конституційний акт про Чехословацьку федерацію замінила третій, четвертий, п'ятий і шостий глави Конституції ЧСР . Він набув чинності (за винятком статей 146 абз. 2 і 3 ст. 149 і 150, які набули на день опублікування) від 1 Січня 1969 року . Для Чеської Республіки він був скасований Конституцією Чеської Республіки 1 Січня 1993 року .

## Зміст
Конституційний акт про Чехословацьку федерацію складається з восьми глав (153 статті) та вступної преамбули.
- Вступне слово
- Основне положення
- Розподіл компетенції між федерацією та республіками
- Федеральні збори
- Президент Чехословацької Соціалістичної Республіки
- Уряд Чехословацької Соціалістичної Республіки
- Конституційний суд Чехословацької Соціалістичної Республіки
- Державні органи Чеської Соціалістичної Республіки та Словацької Соціалістичної Республіки
- Перехідні, загальні та заключні положення

## Преамбула
Текст преамбули Конституційного акту:
Ми, чеський і словацький народ, на основі знання того, що наша сучасна історія просякнута взаємною волею жити в спільній державі,
цінуючи той факт, що п’ятдесят років нашого спільного державного життя поглибили та зміцнили наші вікові дружні стосунки, дали можливість розвитку наших націй та реалізації їхніх прогресивних демократичних і соціалістичних ідеалів, продемонстрували їх життєву зацікавленість жити в спільній державі, але показали, що наші відносини потрібно будувати на новій і справедливішій основі,
визнаючи невідчужуваність права на самовизначення аж до відділення та поважаючи суверенітет кожної нації та її право вільно формувати спосіб і форму свого національного та державного життя,
переконані, що добровільний федеральний державний союз є відповідним вираженням права на самовизначення та рівність, але також найкращою гарантією нашого повноцінного внутрішнього національного розвитку та захищати нашу національну ідентичність і суверенітет,
прийняли рішення про створення спільної федеративної держави в дух гуманітарних ідеалів соціалізму та пролетарського інтернаціоналізму, умови для всебічного розвитку і добробуту всіх громадян, гарантування їм рівних, демократичних прав і свобод незалежно від національності,
представлені їх представниками в Чеській національній раді та Словацькій національній раді ми домовилися створити Чехословацьку федерацію.

## Глава перша: Основні положення
Вона містить шість статей, що стосуються державної форми.
Стаття 1 регулює федеративне утворення (утворення Чеської Соціалістичної Республіки, Словацької Соціалістичної Республіки .
Стаття 3 регулює державну територію Чехословацької Соціалістичної Республіки та обох республік.
Стаття 5 регулює громадянство федерації та республіки (встановлює подвійне громадянство: федеральне та республіканське)

## Розділ другий: Розподіл компетенції між Федерацією та Республіками
Містить 22 статті (в початковій редакції), що регулюють компетенцію федерації та республік. Частина конституційного закону, яка найчастіше змінюється.

## Розділ третій: Федеральні збори
Федеральні збори були федеральним законодавчим органом. Він складався з двох палат - Палати громад і Палати народів . У палаті громад було 200 депутатів, які обиралися на 4 роки. У Палаті народів було 150 депутатів, з яких 75 було обрано в Чехії та 75 у Словацькій Республіці. Тривалість мандату залежала від тривалості мандату Палати громад. Закінчення мандату Палати громад також означало закінчення мандату Палати народів.

## Глава четверта: Президент Республіки
Главою держави був Президент республіки. Він був обраний Федеральними зборами .

## Розділ п'ятий: Уряд
Федеральному уряду належала виконавча влада. Він складався з президента, віце-президента і федеральних міністрів. Уряд призначався Президентом Республіки. Уряд був підзвітний Федеральним зборам.

## Глава шоста: Конституційний суд
Конституційний суд мав обиратися Федеральними зборами і мав бути судовим органом із захисту конституційності. Глава шоста не була виконана і в 1991 р. була замінена Конституційним актом про<span typeof="mw:Entity" id="mwcg">&nbsp;</span>Конституційний Суд .

## Розділ сьомий: Органи державної влади республік

### Розділ перший: Національні ради
Законодавчими органами обох республік були Чеська національна рада та Словацька національна рада.

### Розділ другий: Уряди
Обидві республіки мали свій уряд, підзвітний Національній раді.

## Розділ восьмий: Прикінцеві положення
В статті 143 скасовано третю, четверту, п'яту і шосту глави Конституції ЧСР, а також положення статті  1 абз. 2 та статті 12, статті 107-109 та статті  111. В статті 151 визначала ефективність конституційного закону.

## Зміни
До Конституційного закону про Чехословацьку Федерацію були внесені зміни та доповнення. Список змін і доповнень 
Зміна регламенту
- 203/1968 Сб. RS для CR та SR видання
- 117/1969 Сб. скасовує
- 125/1970 Сб. змінює та доповнює
- 43/1971 Сб. зміни
- 50/1975 Сб. змінює та доповнює
- 161/1989 Сб. змінює та доповнює
- 182/1989 Сб. зміни
- 46/1990 Сб. змінює та доповнює
- 100/1990 Сб. доповнює
- 158/1990 Сб. доповнює
- 159/1990 Сб. змінює та доповнює
- 46/1990 Сб. змінює та доповнює
- 294/1990 Сб. змінює та доповнює
- 295/1990 Сб. змінює та доповнює
- 294/1990 Сб. змінює та доповнює
- 556/1990 Сб. зміни
- 23/1991 Сб. зміни
- 91/1991 Сб. скасовує
- 103/1991 Сб. Повний текст
- 327/1991 Сб. доповнює
- 206/1992 Сб. змінює та доповнює
- 205/1992 Сб. змінює та доповнює
- 237/1992 Сб. скасовує
- 493/1992 Сб. змінює та доповнює
- 211/1992 Сб. змінює та доповнює

## Зовнішні посилання
- Оригінальна версія [Архівовано 21 січня 2022 у Wayback Machine.]
- Бобек М. - Молек П. - Сімічек В. (ред. [Архівовано 19 січня 2022 у Wayback Machine.] ): КОМУНІСТИЧНЕ ПРАВО ЧЕХОСЛОВАЧІЯ - Розділи з історія несправедливості. [Архівовано 19 січня 2022 у Wayback Machine.] Університет Масарика, Міжнародний інститут політичних наук, Брно, 2009, 1007 з. [Архівовано 19 січня 2022 у Wayback Machine.] ( PDF для завантаження)